# Entre dos mundos
Entre dos mundos es el primer álbum de la agrupación dominicana Cerobit, lanzado en 2005.

## Listado de canciones
Todos los temas compuestos por Carolina Rivas y Tomás Álvarez excepto "Ayer" y "Bien Fine" compuestos por Miguel Pumarol y Tomás Álvarez.
1. "A tu lado" - 4:15
2. "Dueña" - 4:12
3. "Boomerang" - 4:38
4. "Con solo mirar" - 3:47
5. "5 sentidos" - 4:21
6. "Ayer" - 4:07
7. "Mojada" - 4:06
8. "Entre dos mundos" - 3:41
9. "Sueño de ti" - 4:00
10. "Lo que piensas" - 3:51
11. "I Am Music" - 3:24
12. "Despedida/Bien Fine" - 11:10

## Personal
- Carolina Rivas - voces y coros.
- Tomás Álvarez - bajo, guitarra, percusiones, teclado y programación.
- Luinis Quezada - batería
- Fray Diego De Landa  - teclado
- Luichy Guzmán - guitarra y coros
- Edgar Molina - djembe
- Papolosonoro - voz y coros
- Jandy Feliz - voz
- Máximo Martínez - coros

## Producción
- Productores: Cerobit
- Ingeniero: Tomás Álvarez
- Fotografía: Luichy Guzmán y Ambiorix Martínez

- Datos: Q5834371